# Persone di cognome Garcia
| Questa pagina contiene informazioni ricavate automaticamente dalle voci biografiche con l'ausilio del template Bio e di un bot. L'aggiornamento è periodico e automatico e ricostruisce completamente la pagina. Se manca una persona in questa lista, sei pregato di non aggiungerla, ma accertati piuttosto che la sua voce biografica contenga il template Bio e che i dati anagrafici siano correttamente compilati. Se il template Bio manca, inseriscilo tu stesso o, in alternativa, metti l'avviso {{tmp\|Bio}} che ne segnala la mancanza. Se i dati riportati sono sbagliati, correggi direttamente la voce biografica; le modifiche saranno visibili in questa lista entro pochi giorni. Per chiarimenti vedi il progetto antroponimi. La lista contiene solo le 55 persone che sono citate nell'enciclopedia e per le quali è stato implementato correttamente il template Bio. Pagina aggiornata al 7 giu 2025. |

Questa è una lista di persone presenti nell'enciclopedia che hanno il cognome Garcia, suddivise per attività principale.

## Allenatori di calcio(2)
- Jean-Louis Garcia, allenatore di calcio e ex calciatore francese (Ollioules, n. 1962)
- Rudi Garcia, allenatore di calcio e ex calciatore francese (Nemours, n. 1964)

## Attori(4)
- Adam Garcia, attore, cantante e ballerino australiano (Wahroonga, n. 1973)
- Al Ernest Garcia, attore statunitense (San Francisco, n. 1887 - Los Angeles, † 1938)
- Andre Garcia, attore filippino (Davao, n. 1999)
- Jsu Garcia, attore e produttore cinematografico statunitense (New York, n. 1963)

## Attrici(4)
- Aimee Garcia, attrice statunitense (Chicago, n. 1978)
- Léa Garcia, attrice brasiliana (Rio de Janeiro, n. 1933 - Gramado, † 2023)
- Nicole Garcia, attrice, regista e sceneggiatrice francese (Orano, n. 1946)
- Paulina García, attrice cilena (Santiago del Cile, n. 1960)

## Baritoni(1)
- Gustave Garcia, baritono italiano (Milano, n. 1837 - † 1925)

## Calciatori(10)
- Diego García, calciatore argentino (Buenos Aires, n. 1907)
- Freddie Garcia, ex calciatore messicano (Guanajuato, n. 1952)
- Jean-Carlos Garcia, calciatore gibilterriano (Gibilterra, n. 1992)
- Kevin Garcia, ex calciatore statunitense (New York, n. 1990)
- Miguel Ângelo Moita Garcia, ex calciatore portoghese (Moura, n. 1983)
- Miguel Sebastián Garcia, ex calciatore argentino (Santa Fe, n. 1984)
- Nick Garcia, ex calciatore statunitense (Plano, n. 1979)
- Richard Garcia, ex calciatore e allenatore di calcio australiano (Perth, n. 1981)
- Samuel Garcia, ex calciatore francese (Tahiti, n. 1975)
- Tupãzinho, ex calciatore brasiliano (Uchoa, n. 1968)

## Cantanti(3)
- Isaurinha Garcia, cantante brasiliana (San Paolo, n. 1923 - San Paolo, † 1993)
- John Garcia, cantante statunitense (San Manuel, n. 1970)
- Jena Lee, cantante francese (Cile, n. 1987)

## Cestiste(1)
- Elisa Garcia, ex cestista brasiliana (San Paolo, n. 1962)

## Cestisti(4)
- Francisco Sérgio Garcia, ex cestista brasiliano (Franca, n. 1948)
- Eric Garcia, cestista statunitense (Aurora, n. 1994)
- Frank Garcia, cestista e giocatore di baseball statunitense (Hudson, n. 1917 - Akron, † 1956)
- Hélio Rubens Garcia, ex cestista e allenatore di pallacanestro brasiliano (Franca, n. 1940)

## Chitarristi(1)
- Jerry Garcia, chitarrista, cantante e compositore statunitense (Oakland, n. 1942 - Lagunitas-Forest Knolls, † 1995)

## Culturiste(1)
- Adela Garcia, ex culturista dominicana (Cabrera, n. 1971)

## Dirigenti sportivi(1)
- Ricardo Garcia, dirigente sportivo e ex pallavolista brasiliano (San Paolo, n. 1975)

## Doppiatori(1)
- Jeffrey Garcia, doppiatore e cabarettista statunitense (La Puente, n. 1977)

## Generali(1)
- Fernando Romeo Lucas García, generale e politico guatemalteco (San Juan Chamelco, n. 1924 - Puerto La Cruz, † 2006)

## Giocatori di football americano(3)
- Jim Garcia, ex giocatore di football americano statunitense (Chicago, n. 1944)
- Jeff Garcia, ex giocatore di football americano statunitense (Gilroy, n. 1970)
- Max Garcia, giocatore di football americano statunitense (Norcross, n. 1991)

## Maratoneti(1)
- William Garcia, maratoneta statunitense (Oakland, n. 1877 - Oakland, † 1951)

## Piloti motociclistici(2)
- Bernard Garcia, pilota motociclistico francese (Marsiglia, n. 1971)
- Marc Garcia, pilota motociclistico francese (Marsiglia, n. 1967)

## Pittrici(1)
- Camille Rose Garcia, pittrice, scultrice e illustratrice statunitense (n. 1970)

## Politiche(1)
- Sylvia Garcia, politica statunitense (San Diego, n. 1950)

## Politici(3)
- Joe Garcia, politico e avvocato statunitense (Miami Beach, n. 1963)
- Mike Garcia, politico e imprenditore statunitense (Santa Clarita, n. 1976)
- Robert Garcia, politico peruviano (Lima, n. 1977)

## Pugili(1)
- Ceferino Garcia, pugile filippino (Naval, n. 1912 - San Diego, † 1981)

## Rapper(1)
- Lil Pump, rapper e cantautore statunitense (Miami, n. 2000)

## Sceneggiatrici(1)
- Céline Garcia, sceneggiatrice, scrittrice e fumettista francese

## Scrittrici(1)
- Kami Garcia, scrittrice statunitense (n. 1972)

## Soprani(1)
- Joaquina Sitchez, soprano e attrice teatrale spagnola (Madrid, n. 1780 - Bruxelles, † 1864)

## Surfisti(1)
- Sunny Garcia, surfista statunitense (Maile, n. 1970)

## Tenniste(1)
- Caroline Garcia, tennista francese (Saint-Germain-en-Laye, n. 1993)

## Trovatori(2)
- Gómez García, trovatore spagnolo
- Gonçalo Garcia, trovatore portoghese

## Vescovi cattolici(1)
- Daniel Elias Garcia, vescovo cattolico statunitense (Cameron, n. 1960)